# موتور زرغرها شماره دو (أرزوئية)
موتور زرغرها شماره دو (بالإنجليزية: Mowtowr-e Zargareha Shomareh-ye Do)‏ هي منطقة سكنية تقع في إيران في Arzuiyeh Rural District. يقدر عدد سكانها بـ 134 نسمة .